# Luxemburg celta

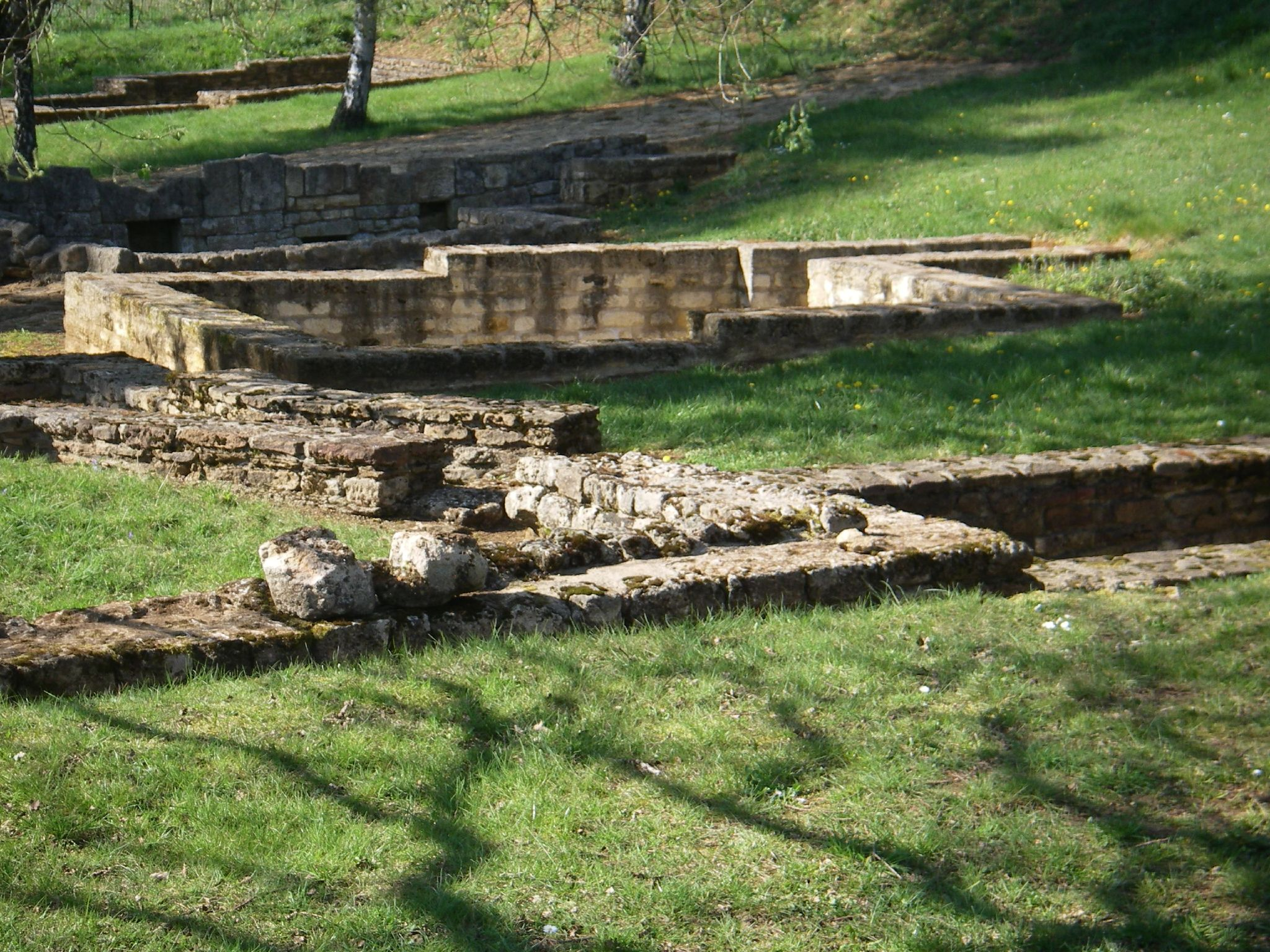
Titelberg, un oppidum celta

El Luxemburg celta va existir durant el període comprès entre aproximadament l'any 600 aC fins al 100 dC, quan els celtes van habitar el que avui és el territori del Gran ducat de Luxemburg. La seva cultura estava ben desenvolupada, sobretot des del segle i aC, com es pot veure a partir de les restes de l'extens jaciment de Titelberg a l'extrem sud-oest del país i de les troballes impressionants en diverses tombes i necròpoli de la vall del Mosel·la i els seus voltants.
Els celtes van habitar grans àrees d'Europa des del Danubi fins al Rin i el Roine, en un període que es refereix de vegades com a cultura de La Tène després de la descoberta de restes cèltiques el 1857, en un assentament a Suïssa. Va ser al voltant de 100 aC que els trèvers, una de les tribus cèltiques, van entrar en un període de prosperitat. Van construir una sèrie d'assentaments fortificats o oppidum a la vora de la vall del Mosel·la, en el que avui és el sud de Luxemburg, l'oest d'Alemanya i l'est de França.

## Primers habitants
Al territori que avui està cobert pel Gran ducat de Luxemburg, hi ha evidència d'habitants primitius des del Paleolític o l'edat de pedra fa més de 35.000 anys. Els artefactes més antics d'aquest període són els ossos que es troben en decoracions a Oetrange.
Tanmateix, la primera evidència real de la civilització és del Neolític o cinquè mil·lenni aC, quan les cases van començar a aparèixer. Les empremtes s'han trobat al sud de Luxemburg, a Aspelt, Weiler-la-Tour, així com a Grevenmacher i Diekirch. Els habitatges estaven fets d'una combinació de troncs d'arbres per a l'estructura bàsica, amb parets de fang revestides amb cistelleria, i sostres de canyes de palla. La terrissa d'aquest període s'ha trobat a la vora de Remerschen.
Encara que no hi ha gaire evidència de comunitats a Luxemburg al començament de l'edat de bronze, una sèrie de jaciments que daten del període comprès entre el segle xiii i el VIII aC proporcionen evidències d'habitatges i revelen artefactes com ara ceràmica, ganivets i joies. Es troben a Nospelt, Dalheim, Mompach i Remerschen.

## La cultura Hallstatt
La descoberta el 1846 d'un cementiri prehistòric d'Hallstatt a Àustria va revelar artefactes distintius des del Neolític fins a l'edat de ferro primerenca (600-450 aC). Aquests són considerats com la primera evidència de la civilització cèltica i van servir com a model per a troballes similars que succeirien a altres bandes d'Europa en zones habitades pels celtes. A Luxemburg, també existeixen evidències d'aquest primer període, que provenen principalment de tombes força modestes, com les trobades a Niederanven. Tanmateix, les tombes que es troben al sud-est de Luxemburg, a Grosbous, Flaxweiler i Altrier, que daten entre 450 i 250 aC, contenien troballes molt més riques.
A jutjar pels objectes descoberts a Altrier, la tomba a la ratlla de 450 aC ha d'haver estat la d'un cap d'alt rang. Contenia un bronze de la civilització etrusca, una espasa de ferro, una fíbula de bronze decorada amb corall i un braçalet d'or. La tomba de Grosbous forma part d'un petit cementiri, és particularment interessant, ja que el cadàver havia estat col·locat en un carro de dues rodes que proporciona les indicacions de com els celtes van construir aquest tipus de vehicles.

## Principals jaciments cèltics
La civilització celta estava en el seu apogeu al voltant del 300 aC,[7] abans de la conquesta romana al 54 aC. La major part de l'evidència d'aquest període s'ha descobert a les tombes, moltes estretament associades amb Titelberg, un jaciment de 50 hectàrees que revela molt sobre els habitatges i l'artesania de l'època.

### Titelberg
Titelberg és el jaciment d'un gran oppidum cèltic a l'extrem sud-oest de Luxemburg, a la vora de Rodange i Differdange. Encara que havia estat habitada des del voltant de 300 aC, al segle i aC, la comunitat havia assolit un alt nivell d'urbanització i és gairebé segur que era la capital dels trèvers. Va ser, de lluny, el més gran dels assentaments del temps dels trèvers, sens dubte a conseqüència de la seva proximitat a dues vies cèltiques més importants, l'una des del sud que connectava el Roine amb la vall del Mosel·la i el nord, i l'altra que conduïa a Reims i a l'oest. Un altre dels atractius és el mineral de ferro, que podia ser extret als entorns i va ser efectivament cada vegada més fos per produir ganivets, llances, espases i estris de cuina.
Amb una superfície d'unes 50 hectàrees, l'altiplà ovalat de Titelberg, pujant 100 metres per damunt del riu Chiers, és d'aproximadament 1 km de llarg i 500 metres d'amplada. Hi ha nombroses evidències d'habitatges, un espai públic amb fins religiosos o polítics, i les altes muralles de 9 metres, que encara es mantenen en l'entrada sud-oest, demostren clarament la importància de l'oppidum que, fins a la conquesta romana, sembla haver estat la seu dels cacics trèvers.
Una de les troballes més importants a Titelberg ha estat un gran nombre de monedes celtes que venen no solament dels trèvers, sinó també d'altres diverses tribus cèltiques, i que indica que aquest lloc s'havia convertit en un centre de comerç. Instal·lacions per a l'encunyació de monedes s'han excavat a prop de la zona residencial i semblen haver estat utilitzades durant un període prolongat, tant durant el període purament cèltic i sota els romans com quan els celtes van començar a adoptar la cultura romana.
Un nombre molt gran de fíbules, tant cèltiques com gal·loromanes, també s'han trobat a l'indret. En una multitud de diferents formes i mides, aquests fermalls de bronze, de vegades amb frontisses, es van utilitzar ja com a agulles de pit ornamentals o per a subjectar peces de roba.
En principi, els romans van convertir els habitatges cèltics en cases amb fonaments de pedra. Però, al final del segle i aC, els romans van establir el seu centre d'interès a Trèveris, que també es va convertir en la nova capital per als trèvers. De fet, els romans van desmantellar les muralles i va reduir l'oppidum a un vicus que, tanmateix, va continuar sent habitat per altres 400 anys.

### Clemency
Una cambra funerària cèltica de 4,30 X 4,20 m és la més gran tomba gal·la que s'ha trobat; va ser descoberta recentment a Clemency. A partir de les ofrenes de la tomba, es creu que era òbviament el lloc d'enterrament d'un noble cèltic. Entre els artefactes, s'inclouen deu àmfores de vi, una font de bronze itàlica, una làmpada d'oli de Campània, una graella de ferro i unes 30 olles gal·les. També hi havia una xemeneia d'una planxa de foneria a la cambra, es creu que com a testimoni de l'associació del mort amb la producció del ferro.

### Nospelt
Tombes excavades a Kreckelbierg, just al nord-oest de la vila de Nospelt, contenien una impressionant varietat d'articles, incloent-hi gerres de vi, articles de ceràmica, ganivets, llances i una lluerna, que demostra la noblesa dels enterrats. Es creia que les tombes podrien pertànyer als caps de l'assentament de Titelberg. És interessant observar que alguns dels artefactes inclouen un alta àmfora de vi vinguda del Mediterrani, que mostra la magnitud del comerç amb altres regions en aquell moment.

### Kehlen
Una necròpoli del segle I va ser descoberta a la dècada de 1970 a l'altiplà Juckelsboesch entre Mamer i Kehlen. Un bonic bol de vidre blau fosc estava entre les ofrenes que s'hi van trobar.[14]

### Goeblange
L'any 1993, el Museu Nacional d'Història i d'Art va excavar tombes cèltiques que daten de 50 aC a 30 aC, que havien estat descobertes el 1966 a prop de les ruïnes romanes en una zona coneguda com a Scheierheck. Les tombes van ser, sens dubte, el lloc de descans d'aristòcrates -quatre homes i una dona- a jutjar pels artefactes que s'hi van trobar. Aquests incloïen: 1 gerra de vi tipus àmfora, 4 ampolles, 7 plats, 5 olles, 7 bols, 5 tasses, 1 placa plana, 1 copa, 1 corn, 1 ganivet de ferro, 2 fulles de llança, 3 agulles de pit de bronze, 1 parell de tisores i les restes de la cremació, incloses les d'un senglar.

### Feulen
Les 133 tombes descobertes a Feulen el 1996 daten del segle ii aC fins al temps gal·loromà. S'hi han trobat nombroses fíbules, eines de ferro, i una gran col·lecció de ceràmica incloent dues àmfores.

## Crisi delsegleiiiaC
Durant el segle 250 a 150 aC, l'àrea entre el Rin i el Mosel·la es va sotmetre a una reestructuració dràstica, com alguna espècie de crisi, que va obligar la majoria a anar-se'n a viure a les altures de la serra d'Hunsrück. A propòsit d'aquesta crisi, la població va tornar més tard a les terres baixes en forma de tribus gal·les, que coneixem a partir de textos clàssics.

## Els trèvers
La tribu cèltica del que avui és Luxemburg, durant i després del període de La Tène, va ser coneguda com els trèvers, encara que, en llenguatge cèltic, afirmaven ser descendents dels alemanys per reforçar la seva reputació guerrera. En general, els trèvers van tenir més èxit que la majoria de les tribus gal·les en la cooperació amb els romans, que van completar la seva ocupació el 53 aC sota Juli Cèsar. Dues revoltes durant el segle I no van fer malbé les seves cordials relacions amb Roma, i els trèvers es van adaptar fàcilment a la civilització romana.